# Opius paraitepuyensis
Opius paraitepuyensis är en stekelart som beskrevs av Fischer 1964. Opius paraitepuyensis ingår i släktet Opius och familjen bracksteklar. Inga underarter finns listade i Catalogue of Life.